# Priacanthus meeki
Priacanthus meeki es una especie de pez marino que pertenece a la  familia Priacanthidae. Es nativo del océano Pacífico oriental (Hawái y Midway). Habita las aguas claras de lagunas costeras o arrecifes de coral y su rango de profundidad oscila entre 3 y 230 m. Tiene un color rojo y puede alcanzar una longitud de 33 cm. En hawaiano es conocido como ula lau au o  āweoweo.